# Volby do Senátu Parlamentu České republiky 1996
Volby do Senátu Parlamentu České republiky 1996 (Senátní volby 1996) se uskutečnily ve dnech 15. a 16. listopadu 1996 (první kolo) a 22. a 23. listopadu 1996 (druhé kolo). Protože se jednalo o první volby do Senátu, volilo se ve všech volebních obvodech, přičemž pro třetinu obvodů měl trvat mandát 2 roky (obvody č. 1, 4, 7…), pro další třetinu 4 roky (obvody č. 2, 5, 8…) a pro poslední třetinu 6 let (obvody č. 3, 6, 9…).

Přehled senátních obvodů

V 81 senátních obvodech vybírali voliči z celkem 568 kandidátů, dalších 13 jich bylo odvoláno. V průměru tedy bylo 7 kandidátů na obvod, nejvíce (12 kandidátů) bylo ve volebním obvodu č. 27 – Praha 1; naopak v 11 obvodech bylo pouze 5 kandidátů. 

## Výsledky
Ve čtyřech případech voliči rozhodli hned v prvním kole, když kandidát získal více než 50 % hlasů
- Milan Kondr (obvod č. 22 – Praha 10, ODS, 50,84 %)
- Jan Koukal (obvod č. 25 – Praha 6, ODS, 54,13 %)
- Vladimír Zeman (obvod č. 26 – Praha 2, ODS, 53,79 %)
- Jan Zahradníček (obvod č. 60 – Brno-město, KDU-ČSL, 50,06 %)

Ve zbývajících případech se konalo druhé kolo, kam postoupili dva nejúspěšnější kandidáti v daném obvodu.
Zvolení senátoři byli až na dvě výjimky navrženi parlamentními politickými stranami. Výjimkami byli nezávislý Richard Falbr a Pavel Heřman za DEU. Dalších 8 senátorů nebylo členem navrhující strany.
|           | Strana                                     | 1. kolo       | 1. kolo   | 2. kolo | Celkem v Senátu |
| Zvolených | Strana                                     | Postupujících | Zvolených |         | Celkem v Senátu |
| --------- | ------------------------------------------ | ------------- | --------- | ------- | --------------- |
|           | Česká strana sociálně demokratická         | 0             | 48        | 25      | 25              |
|           | Demokratická unie                          | 0             | 1         | 1       | 1               |
|           | Křesťanská a dem. unie – Čs. strana lidová | 1             | 17        | 12      | 13              |
|           | Komunistická strana Čech a Moravy          | 0             | 4         | 2       | 2               |
|           | Nezávislí kandidáti                        | 0             | 1         | 1       | 1               |
|           | Občanská demokratická aliance              | 0             | 7         | 7       | 7               |
|           | Občanská demokratická strana               | 3             | 76        | 29      | 32              |